# Cyclooxygénase 2
La cyclooxygénase 2, ou COX-2, est une cyclooxygénase qui catalyse la conversion de l'acide arachidonique, libéré des phospholipides membranaires sous l'action d'une phospholipase A2, en prostaglandine H2 avec la prostaglandine G2 comme intermédiaire réactionnel. 
Dans l'espèce humaine, cette enzyme est codée par le gène PTGS2 situé sur le chromosome 1. Il s'agit d'un homodimère de deux sous-unités identiques d'environ 70 kDa chacune.